# Horní Vltavice
Horní Vltavice – miejscowość i gmina (obec) w Czechach, w kraju południowoczeskim, w powiecie Prachatice. W 2022 roku liczyła 340 mieszkańców.